# شیرویه دیلمی
کیا شیرویه دیلمی بن شهردار بن شیرویه بن فناخسرو (زادهٔ ۴۴۵ هجری در همدان) مورخ و محدث قرن پنجم و ششم هجری در همدان بود. از تبار خاندانی دیلمستانی بود که از عالمان اهل حدیث بودند و مذهب شافعی داشتند. مشهورترین اثر بر جای مانده از او فردوس الاخبار است که بیش از ده هزار حدیث در آن آمده که به محمد بن عبدالله نسبت داده شده. او انگیزهٔ خود در جمع‌آوری احادیث را بی‌توجهی مردم آن دوره به حدیث و در عوض پرداختن به قصه‌ها عنوان کرده‌است. شهردار پسر شیرویه، اسناد جمع‌آوری کتاب را گردآوری کرده و آن را «مُسندالفردوس» نام نهاده. پس از آن ابن حجر عسقلانی هم خلاصه آن را تحت نام «تسدید القوس فی مختصر مسندالفردوس» نوشت. شیرویه دیلمی همچنین کتاب‌هایی دیگری دارد، به عنوان مثال تاریخ همدان را در کتابی جمع‌آوری کرده بود که از قرن دهم به بعد از آن اطلاعی نداریم.